# Snowboard-Weltmeisterschaften 2007

Logo

Die 7. FIS Snowboard-Weltmeisterschaften fanden vom 13. bis 20. Januar 2007 in Arosa in der Schweiz statt. Ausgetragen wurden Wettkämpfe im Parallelslalom, Parallelriesenslalom, Snowboardcross, Big Air (nur Männer) und in der Halfpipe.

## Vergabe
Die Vergabe erfolgte am 3. Juni 2004 beim 44. FIS-Kongress, der im Hotel Intercont in Miami stattfand.

## Männer

### Snowboardcross
Bei diesem Wettbewerb traten 87 Snowboarder an, von denen 32 die Qualifikationsrunde überstanden.
| Platz | Land       | Sportler             |
| ----- | ---------- | -------------------- |
| 1     | Frankreich | Xavier de Le Rue     |
| 2     | USA        | Seth Wescott         |
| 3     | USA        | Nate Holland         |
| 4     | Frankreich | Vincent Valery       |
| 5     | Frankreich | Paul-Henri de Le Rue |
| 6     | Österreich | Mario Fuchs          |
| 7     | Österreich | Markus Schairer      |
| 8     | USA        | Jason Smith          |

| Guillaume Nantermod (9.) |
| Lukas Grüner (13.)       |
| Dieter Krassnig (18.)    |
| Reto Jenni (19.)         |
| Marco Huser (20.)        |

| David Speiser (25.)    |
| Michael Layer (30.)    |
| Stephan Werlen (32.)   |
| Konstantin Schad (42.) |

### Parallel-Riesenslalom
| Platz | Land       | Sportler           |
| ----- | ---------- | ------------------ |
| 1     | Slowenien  | Rok Flander        |
| 2     | Schweiz    | Philipp Schoch     |
| 3     | Schweiz    | Heinz Inniger      |
| 4     | Österreich | Siegfried Grabner  |
| 5     | Österreich | Andreas Prommegger |
| 6     | USA        | Tyler Jewell       |
| 7     | Frankreich | Nicolas Huet       |
| 8     | Slowenien  | Izidor Šušteršič   |

| Qualifikation: 16. Januar, 9:00 Uhr |
| Finalläufe: 16. Januar, 12:15 Uhr   |
| Marc Iselin (9.)                    |
| Alex Deubl (18.)                    |
| Lukas Grüner (19.)                  |
| Simon Schoch (30.)                  |
| Alexander Maier (34.)               |
| Patrick Bussler (DSQ)               |

### Parallelslalom
Am Wettbewerb nahmen 60 Starter teil. 16 von ihnen erreichten nach der Qualifikation die Finalrunde. In direkten Vergleichen im Achtel-, Viertel- und Halbfinale erreichten die besseren die jeweils nächste Runde. Die Verlierer der Halbfinals traten um Bronze im Small Final an. Die beiden Gewinner traten im Big Final um Gold an.
| Platz | Land       | Sportler           |
| ----- | ---------- | ------------------ |
| 1     | Schweiz    | Simon Schoch       |
| 2     | Schweiz    | Philipp Schoch     |
| 3     | Slowenien  | Rok Flander        |
| 4     | Österreich | Andreas Prommegger |
| 5     | Frankreich | Mathieu Bozzetto   |
| 6     | Italien    | Roland Fischnaller |
| 7     | Slowenien  | Dejan Košir        |
| 8     | Frankreich | Nicolas Huet       |

| Qualifikation: 17. Januar, 9:00 Uhr |
| Finalläufe: 17. Januar, 12:15 Uhr   |
| Marc Iselin (9.)                    |
| Siegfried Grabner (13.)             |
| Manuel Veith (19.)                  |
| Roland Haldi (20.)                  |
| Alexander Maier (21.)               |
| Patrick Bussler (28.)               |
| Alex Deubl (32.)                    |

### Big Air
Beim Big Air traten 65 Starter an.
| Platz | Land       | Sportler            |
| ----- | ---------- | ------------------- |
| 1     | Frankreich | Mathieu Crepel      |
| 2     | Finnland   | Antti Autti         |
| 3     | Finnland   | Janne Korpi         |
| 4     | Finnland   | Sami Saarenpaa      |
| 5     | Finnland   | Risto Mattila       |
| 6     | Finnland   | Peetu Piiroinen     |
| 7     | Norwegen   | Per-Iver Grimsrud   |
| 8     | Belgien    | Christophe Reynders |

| Stephan Maurer (10.)    |
| Florian Mausser (11.)   |
| Alessandro Boyens (14.) |
| Christian Haller (17.)  |
| Stefan Gimpl (18.)      |

| Benedikt Nadig (19.) |
| Hannes Krättli (37.) |
| Hubert Fill (51.)    |
| Thomas Franc (54.)   |

### Halfpipe
Es nahmen 69 Sportler teil, von denen 25 die nächste Runde und wiederum 12 von ihnen die Finalrunde erreichten.
| Platz | Land       | Sportler         |
| ----- | ---------- | ---------------- |
| 1     | Frankreich | Mathieu Crepel   |
| 2     | Japan      | Kazuhiro Kokubo  |
| 3     | Kanada     | Brad Martin      |
| 4     | Finnland   | Janne Korpi      |
| 5     | Finnland   | Antti Autti      |
| 6     | Kanada     | Crispin Lipscomb |
| 7     | USA        | Steven Fisher    |
| 8     | Frankreich | Gary Zebrowski   |

| Qualifikation: 19. Januar, 11:30 Uhr |
| Finale: 20. Januar, 14:00 Uhr        |
| Sergio Berger (16.)                  |
| Markus Keller (17.)                  |
| Xaver Hoffmann (18.)                 |
| Christian Haller (19.)               |
| Philipp Strauss (23.)                |
| Rolf Feldmann (29.)                  |
| Alessandro Mancini (41.)             |
| Christophe Schmidt (45.)             |

## Frauen

### Snowboardcross
Es traten 42 Snowboarderinnen zum Wettbewerb an, von denen 16 über die Qualifikation in die Finalrunde kamen. Acht erreichten das Halbfinale, von denen die Gewinner im Finale um Gold antraten und die Verlierer im kleinen Finale um die Plätze 5 bis 8.
| Platz | Land       | Sportlerin         |
| ----- | ---------- | ------------------ |
| 1     | USA        | Lindsey Jacobellis |
| 2     | Schweiz    | Sandra Frei        |
| 3     | Norwegen   | Helene Olafsen     |
| 4     | Österreich | Doresia Krings     |
| 5     | Kanada     | Maëlle Ricker      |
| 6     | Frankreich | Julie Pomagalski   |
| 7     | Schweiz    | Tanja Frieden      |
| 8     | Kanada     | Christelle Doyon   |

| Qualifikation: 13. Januar, 14:15 Uhr |
| Finalläufe: 14. Januar, 13:45 Uhr    |
| Mellie Francon (9.)                  |
| Doris Günther (14.)                  |
| Simona Meiler (17.)                  |
| Manuela Riegler (17.)                |
| Susanne Moll (21.)                   |

### Parallel-Riesenslalom
Bei diesem Wettbewerb starteten 54 Teilnehmerinnen. Nur 16 überstanden die Qualifikation. Zum Viertel-, Halb- und Finale schied jeweils die Hälfte aus. Die Halbfinalverlierer traten im Small Final um Bronze an, die anderen beiden im Finale um Gold.
| Platz | Land        | Sportlerin              |
| ----- | ----------- | ----------------------- |
| 1     | Russland    | Jekaterina Tudegeschewa |
| 2     | Deutschland | Amelie Kober            |
| 3     | Schweiz     | Fränzi Kohli            |
| 4     | Österreich  | Marion Kreiner          |
| 5     | USA         | Stacia Hookom           |
| 6     | Italien     | Carmen Ranigler         |
| 7     | Russland    | Swetlana Boldykowa      |
| 8     | Frankreich  | Julie Pomagalski        |

| Qualifikation: 16. Januar, 09:00 Uhr |
| Finalläufe: 16. Januar, 12:15 Uhr    |
| Heidi Krings (9.)                    |
| Isabella Laböck (11.)                |
| Patrizia Kummer (13.)                |
| Manuela Riegler (17.)                |
| Heidi Neururer (27.)                 |
| Selina Jörg (31.)                    |
| Doresia Krings (47.)                 |

### Parallel-Slalom
Bei diesem Wettbewerb starteten 43 Sportlerinnen. Nachdem 16 die Qualifikation für die Finalrunde erreichten, schieden acht von ihnen im Achtelfinale und vier im Viertelfinale aus. Die besten vier traten in Direktvergleichen gegeneinander an. Die Sieger kämpften anschließend um Gold, die beiden Verlierer um Bronze.
| Platz | Land        | Sportlerin              |
| ----- | ----------- | ----------------------- |
| 1     | Österreich  | Heidi Neururer          |
| 2     | Österreich  | Marion Kreiner          |
| 3     | Österreich  | Doresia Krings          |
| 4     | Niederlande | Nicolien Sauerbreij     |
| 5     | Russland    | Jekaterina Tudegeschewa |
| 6     | Österreich  | Doris Günther           |
| 7     | Deutschland | Isabella Laböck         |
| 8     | USA         | Stacia Hookom           |

| Qualifikation: 17. Januar, 09:00 Uhr |
| Finalläufe: 17. Januar, 12:15 Uhr    |
| Amelie Kober (9.)                    |
| Fränzi Kohli (12.)                   |
| Patrizia Kummer (17.)                |
| Selina Jörg (32.)                    |

### Halfpipe
Von den 32 Starterinnen schieden in zwei Qualifikationsrunden zunächst 17, dann weitere neun aus. Die sechs besten traten in einer Finalrunde an.
| Platz | Land     | Sportlerin      |
| ----- | -------- | --------------- |
| 1     | Schweiz  | Manuela Pesko   |
| 2     | Japan    | Sōko Yamaoka    |
| 3     | Polen    | Paulina Ligocka |
| 4     | Japan    | Shiho Nakashima |
| 5     | China    | Chen Xu         |
| 6     | Finnland | Meri Peltonen   |

| Qualifikation: 19. Januar, 8:45 Uhr |
| Finale: 20. Januar, 14:00 Uhr       |
| Sina Candrian (6.)                  |
| Andrea Schuler (12.)                |
| Ursina Haller (27.)                 |

## Medaillenspiegel
| Platz  | Land        |   |   |   |    |
| ------ | ----------- | - | - | - | -- |
| 1      | Frankreich  | 3 | – | – | 3  |
| 2      | Schweiz     | 2 | 3 | 2 | 7  |
| 3      | Österreich  | 1 | 1 | 1 | 3  |
| 3      | USA         | 1 | 1 | 1 | 3  |
| 5      | Slowenien   | 1 | – | 1 | 2  |
| 6      | Russland    | 1 | – | – | 1  |
| 7      | Japan       | – | 2 | – | 2  |
| 8      | Finnland    | – | 1 | 1 | 2  |
| 9      | Deutschland | – | 1 | – | 1  |
| 10     | Kanada      | – | – | 1 | 1  |
| 10     | Polen       | – | – | 1 | 1  |
| 10     | Norwegen    | – | – | 1 | 1  |
| Gesamt | Gesamt      | 9 | 9 | 9 | 27 |